# Chinle
Chinle é uma região censo-designada localizada no estado americano do Arizona, no condado de Apache.

## Geografia
De acordo com o United States Census Bureau, a cidade tem uma área de 41,6 km², dos quais 41,5 km² estão cobertos por terra e 0,1 km² por água.

### Localidades na vizinhança
O diagrama seguinte representa as localidades num raio de 40 km ao redor de Chinle.

## Demografia
Segundo o censo nacional de 2010, a sua população é de 4 518 habitantes e sua densidade populacional é de 109 hab/km².

## Marcos históricos
A relação a seguir lista as 2 entradas do Registro Nacional de Lugares Históricos em Chinle. O primeiro marco foi designado em 25 de agosto de 1970 e o mais recente em 5 de junho de 2007.
- Chinle Franciscan Mission Historic District
- Monumento Nacional Cânion de Chelly